# John Bagnell Bury

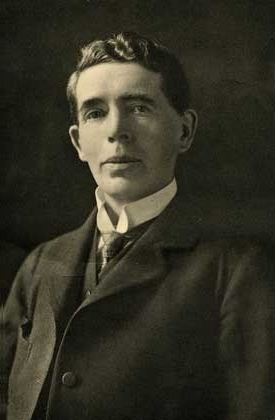
John Bagnell Bury

John Bagnell Bury (ur. 16 października 1861 w Clontibret; zm. 1 czerwca 1927 w Rzymie), znany jako J.B. Bury – irlandzki historyk i filolog klasyczny.

## Życiorys
Bury wychował się w Clontibret, gdzie jego ojciec był rektorem anglikańskiego Church of Ireland. Kształcił się w Foyle College w Derry i Trinity College w Dublinie. W 1893 otrzymał katedrę historii nowożytnej w Trinity College. W 1898 otrzymał także katedrę greki. W 1902 został profesorem historii nowożytnej na Uniwersytecie Cambridge, gdzie pracował w Cambridge aż do śmierci.
Bury zajmował się historią od okresu starożytnej Grecji aż do XIX w. Dzięki niemu nastąpiło ożywienie studiów nad dziejami Bizancjum, które były bardzo zaniedbane. Jest autorem pierwszej naukowej biografii świętego Patryka.
W jego dorobku naukowym obok prac specjalistycznych znajduje się kilka syntetycznych, obejmujących znaczne okresy historii bizantyjskiej w 1889 ukazało się jego dwutomowe dzieło A History of the Later Roman Empire (395-800), a w r. 1912 praca, stanowiąca kontynuację poprzedniej A History of the Eastern Roman Empire, od koronacji Karola Wielkiego do wstąpienia na tron Bazylego I. W r. 1923 ukazało się nowe wydanie pierwszej z dwu wymienionych książek. Tytuł pozostał ten sam i dzieło obejmowało jak i poprzednio dwa tomy, ale okres od śmierci Teodozjusza I do śmierci Justyniana I został potraktowany znacznie szerzej. Na szczególne wyróżnienie zasługuje też wzorowy komentarz w jaki Bury zaopatrzył przygotowane przez siebie nowe wydanie Kletorologionu Filoteusza: The Imperial Administrative System in the Ninth Century (1911).

## Wybrane prace
- Nemean Odes of Pindar, (1890).
- Isthmian Odes of Pindar, (1892).
- History of the Later Roman Empire from Arcadius to Irene, (1889).
- History of Greece to the death of Alexander the Great, (1900).
- Life of St. Patrick, (1905).
- History of the Eastern Empire form the fall of Irene to the Accession of Basil I (1912).
- History of the Freedom of Thought, (1914).
- Idea of Progress, (1920).
- History of the later Roman Empire from the death of Theodosius to the death of Justinian, (1923).